# EPC
EPC - (Evolved packet core)

Under udvikling af ( Long Term Evolution) LTE har man sideløbende udviklet en arkitektur der kaldes for Evolved Packet Core (EPC). Når man har EPC og LTE sammen så får vi det vi kalder Evolved Packet System (EPS). EPC omhandler at maksimere data overførsler, imens man minimere ventetiden (latency) og netværk kompleksiteten.http://www.ixiacom.com/pdfs/library/white_papers/epc_testing_wp.pdf Arkiveret 1. september 2013 hos  Wayback Machine

Det er med til at øge tilgængeligheden af nettet, og det er nemmere at opgradere den allerede eksisterende teknologi.

EPC er en nøgle til at give en effektiv netadgang. Efterspørgslen for hurtig internet uden for hjemmet bliver større og større, og ved hjælp af denne teknologi er det muligt at følge med. Der bliver flere og flere enheder der trådløst kan koble sig på nettet, hvilket giver den store efterspørgsel.
http://www.ericsson.com/campaign/evolved_packet_core/epc/index.html Arkiveret 29. januar 2013 hos  Wayback Machine

De centrale elementer i EPC er:

Mobility Management Entity (MME): Her styres sessioner, godkendelse af bruger og kan spore en bruger på nettet.

Serving Gateway (S-gateway): Dirigerer datapakker gennem ”access” netværk.

Packet Data Node Gateway (PGW): Fungerer som interface mellem LTE-netværk og andre pakkedata netværk. Det administrerer servicekvaliteten (quality of service- QoS) og giver en dybdegående pakkeundersøgelse (deep packet inspection - DPI).

Policy and Charging Rules Function (PCRF): Understøtter tjenester: Opdagelsen af data-flow, håndhævelse politik og flow-baserede opladning.What is Evolved Packet Core (EPC) ? - Definition from WhatIs.com Arkiveret 10. december 2013 hos  Wayback Machine
| Telekommunikation | Spire Denne artikel om telekommunikation er en spire som bør udbygges. Du er velkommen til at hjælpe Wikipedia ved at udvide den. |